# Muertos de miedo (película de 1958)
Muertos de miedo es una película de comedia y misterio mexicana de 1958, escrita y dirigida por Jaime Salvador, y protagonizada por Viruta y Capulina, junto a Kitty de Hoyos. En la cual participa la reconocida actriz chilena, Sara Guasch, quien apareció junto a ella en la película, Asesinos, S.A. (1957), de Adalberto Martínez «Resortes».

## Trama
Viruta y Capulina con el deseo de ser investigadores privados, trabajan como conserjes en una agencia de detectives y estudian allí también para lograr su objetivo de convertirse en detectives. Alma (Kitty de Hoyos), una empresaria millonaria con vocación nacida de ser investigadora privada y propietaria del lugar los contrata después de aprobar el examen. Para atrapar al célebre ladrón Rostov, ella planea concentrarse en el cabaret Trianón, donde baila acompañada de los Jorsys, y Viruta y Capulina participan con un número de antología.

## Reparto
- Marco Antonio Campos como Viruta.
- Gaspar Henaine como Capulina.
- Kitty de Hoyos como Alma.
- Carlos Agostí como Carlos.
- José «El Ojón» Jasso como Jefe de detectives.
- Francisco Jambrina como Coronel.
- Sara Guasch como Doña Tina.
- Roberto Meyer como Médico forense.
- Margarita Villegas como Rosario.
- Guillermo Hernández como Maestro de artes marciales (Lobo Negro)
- Salvador Lozano como Rostov.
- Ramón Bugarini
- Rolando Arce
- Armando Acosta como Hombre en cabaret (no acreditado)
- Gregorio Acosta como Secuaz de Rostov (no acreditado)
- Silvia Carrillo como Bailarina (no acreditada)
- José Luis Fernández como Secuaz de Rostov (no acreditado)
- Carlos León como Mesero (no acreditado)
- Rubén Márquez como Hombre en cabaret (no acreditado)
- Mario Patrón (no acreditado)
- Gloria Ríos como Bailarina (no acreditada)
- Manuel Trejo Morales como Hombre en cabaret (no acreditado)

## Banda sonora
- "Caminos Diferentes", escrita por Alfredo Martínez Gil e interpretada por Los Panchos

- "Dulce Dulce Dulce", escrita por Jesús Navarro

- "Bésame Kitty", escrita por Mario Patrón

- "Pee Wee Blues", escrita por Mario Patrón

- "Serenata en Texas", escrita por Gabriel Rodríguez

- "Las Gaviotas", de Dominio Público